# Безенги (альплагерь)

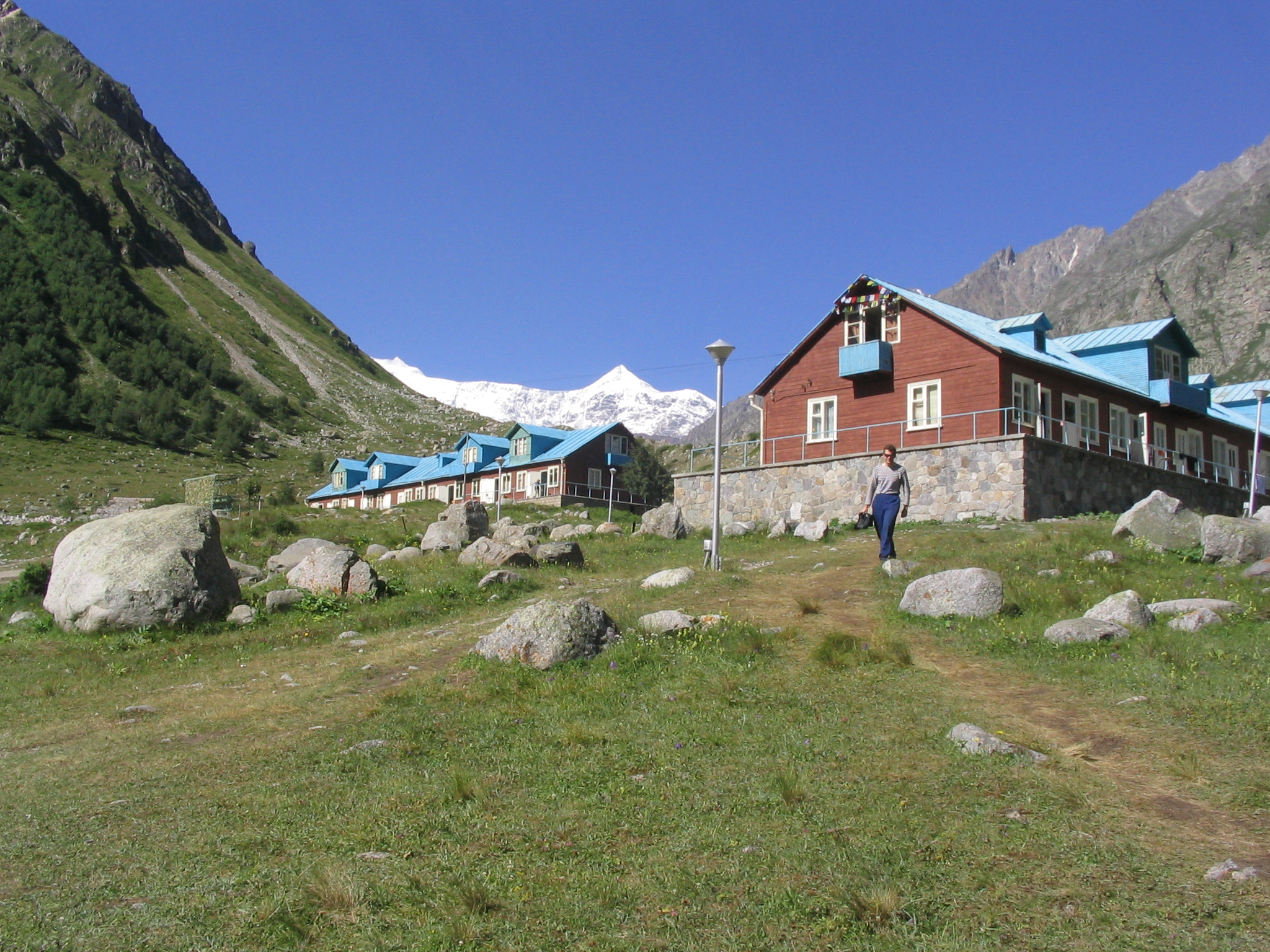
Вид от моста через Кундюм-Мижирги.
На заднем плане Гестола.

Безенги — альпинистская учебно-спортивная база в Безенгийском ущелье на территории Кабардино-Балкарского государственного высокогорного заповедника.
База расположена на пересечении двух ущелий, ведущих к Северному массиву и знаменитой Безенгийской стене, с правой (орографически) стороны ледника Безенги, несколько ниже его языка, у подножия пика Брно (близ языка ледника Безенги, на высоте 2200 м.).
Альпинистский лагерь «Безенги» был создан в 1959 году. На базе имеются столовая, магазин, несколько кафе, баня, коттеджи и деревянные домики, номера на 2-5 мест, палаточный городок.
Район Безенги имеет прозвище «Кавказский архипелаг». В окрестностях лагеря — самые большие водопады Кабардино-Балкарии. Благодаря сложным маршрутам горных восхождений в альплагерь приезжают альпинисты из России и других стран.